# Ecotasas

Esquema ilustrativo de los principales factores que provocan los cambios climáticos actuales de la Tierra. La actividad industrial y las variaciones de la actividad solar se encuentran entre los más importantes.

Un impuesto ambiental, impuesto ecológico o impuesto verde o ecotasa es un tributo que establecen un incentivo a la protección ambiental, o que compensa los daños ocasionados al medio ambiente por sujetos que soportan la carga tributaria.
Aunque los términos se usan a veces indistintamente, cabe distinguir entre impuesto y tasa ecológica. Mientras el impuesto se aplica a quien contamina, para reducir o impedir emisiones que dañen efectivamente el ambiente, la tasa, en cambio, tiende a la cobertura de costos de un servicio público relativo a bienes ambientales.
En muchos países la política fiscal introduce impuestos para promover las actividades ecológicamente sostenibles a través de incentivos económicos. Estas políticas pueden ser complementarias o prevenir los acercamientos al problema con soluciones de índole reguladora. A menudo estas políticas intentan mantener el total de impuestos recibidos reduciendo de forma proporcional otros impuestos, como por ejemplo, en el trabajo y en los recursos naturales, en cuyo caso se conoce como la tasa verde. Los impuestos introducidos con esta política son los conocidos como impuestos pigouvianos.
Ejemplos de impuestos ecológicos son el impuesto sobre el carbono, el impuesto sobre hidrocarburos y la tarificación de rutas.
El conjunto de ecotasas de un país constituye su fiscalidad ecológica.

## Origen
El nombre "ecotasa" proviene del prestigioso instituto norteamericano Worldwatch, en su informe denominado «El estado del planeta en 1995» que fue presentado en Washington D. C. subrayando la necesidad de que este tipo de gravámenes sustituyan parcialmente algunos impuestos.

## Tipos de impuestos ambientales
De acuerdo con el objetivo principal de los impuestos ambientales se han clasificado en tres categorías principales:
- Cubrimientos de costos: por ejemplo, los gravámenes para cubrir los costos de los servicios ambientales, como la toma de medidas como el tratamiento de aguas, mediante un impuesto a los usuarios, y que puede relacionarse para los gastos ambientales.[4]
- Tasas de incentivos: diseñados para el cambio de un comportamiento sea de los productores y/o los consumidores.[4]
- Impuestos ambientales fiscales: diseñados principalmente para aumentar los ingresos.[4]

En las décadas de 1980 y 1990 se comienzan a combinar los impuestos ambientales con los incentivos fiscales, más recientemente los impuestos sobre los ‘males’, tales como la contaminación, comienzan a sustituir algunos impuestos como los laborales en la recaudación fiscal.
Existe además una clasificación en cuanto a cual es el objeto del impuesto:
- Impuestos especiales sobre los productos: aplicables a bienes contaminantes, sea en la etapa industrial, la del consumo o cuando es un residuo.
- Impuestos generales sobre consumos e insumos: se trata de un impuesto sobre la contaminación añadida, con el fin de incrementar el valor del producto y desalentar la demanda de bienes y servicios contaminantes.
- Impuesto sobre las emisiones (o impuestos de Pigou): configurados por la emisión de gases o sustancias contaminantes. El problema principal radica en que son difíciles de controlar debiendo ser constantemente monitoreados. Los mismos se basan en función del volumen de emisión y el grado de daño ecológico producido.
- Impuestos diferenciales, subsidios e incentivos: Los impuestos diferenciales son aplicables en transporte, elevando los impuestos de vehículos contaminantes para incentivar la compra de automóviles limpios y como diferenciación de las gasolinas con mayor contenido de plomo. Los subsidios pueden ser ingresos adicionales sin efecto de contaminación pudiendo consistir en reducciones tributarias o deducciones sobre el impuesto a la renta a cambio de evitar la contaminación. Los incentivos o estímulos tributarios permiten la financiación indirecta de la reconversión tecnológica verde, pudiendo ser préstamos con plazos especiales, tasas de interés reducidas, desgravaciones impositivas o incentivos y premios por la eliminación de residuos y desechos.
- Certificados verdes: son títulos negociables que reconocen el empleo de energías limpias, como la producción de energía energética renovable. Con ello, se protege el medio ambiente y evita el agotamiento de recursos no renovables y, además, las energías renovables colaboran mitigando el cambio climático.
- Permisos de emisión y licencias negociables: establecido por el Protocolo de Kioto de 1992 permite la elección para la reducción de emisiones de gases a los impuestos ecológicos (ecotasas) o las licencias negociables, tales como la intervención directa y la reglamentación.
- Depósitos reembolsables: se paga un depósito al efectuar una compra y a su devolución percibe el reembolso. Ello sucede con los envases, pilas, aceite, baterías de automóviles, por mencionar algunos ejemplos, y se utiliza para evitar los desperdicios o vertidos ilegales.[1]

## ¿Medida progresiva o regresiva?
Algunas de las propuestas para el cambio de impuestos verdes han sido criticadas por ser fiscalmente regresivas (un impuesto con una tasa promedio de impuestos que disminuye a medida que aumenta el ingreso del contribuyente). Gravar las externalidades negativas por lo general implica ejercer una carga para el consumo, y ya que los pobres consumen más y ahorran o invierten en menor parte sus ingresos, cualquier cambio hacia los impuestos del consumo puede ser regresivo. En 2004, la investigación por el Instituto de Estudios de Política y la Fundación Joseph Rowntree indicaron que los impuestos de tarifa plana en la basura doméstica, la energía, el agua y el uso del transporte tendría un impacto relativamente mayor en los hogares más pobres.
Sin embargo, los enfoques normativos convencionales pueden afectar los precios de la misma manera, mientras que carecen de la posibilidad de reciclado de ingresos de los impuestos ecológicos. Por otra parte, la evaluación correcta de impacto distributivo de cualquier cambio de impuestos requiere un análisis de las características de diseño de los instrumentos. Por ejemplo, los ingresos fiscales podría ser repartidos sobre una base "por cabeza", como parte de un esquema de renta básica; en este caso, los más pobres ganarían lo que el ciudadano promedio paga como impuestos ecológicos, menos su propia pequeña contribución (sin coche, pequeño apartamento, ...). Este diseño sería altamente progresivo. Alternativamente, una ecotasa puede tener un diseño de "línea de vida", en la que los niveles de consumo modestos tienen un precio relativamente bajo (incluso cero, en el caso del agua), y los niveles de consumo más altos tienen un precio a un ritmo mayor. Por otra parte, un paquete de políticas sobre la ecotasa puede incluir reciclaje de ingresos para reducir o eliminar cualquier regresividad; un aumento de un impuesto ecológico podría ser más que compensado por una disminución en una (regresiva) nómina o el consumo de impuestos. Algunos defensores alegan un segundo beneficio del aumento del empleo o que los costos de atención de salud sean más bajos, para que el mercado y la sociedad se adapten a la nueva política fiscal (estas afirmaciones, al igual que con la afirmación "los recortes de impuestos crean puestos de trabajo," a menudo son difíciles de probar o refutar incluso después de llevarlos a cabo).
Por otra parte, la contaminación y otras formas de daño ambiental se sentían a menudo más agudamente por los pobres, que no pueden "comprar su salida" de ser receptores de la contaminación del aire, contaminación del agua, etc. Tales pérdidas, a pesar de las externalidades, tienen impactos en el bienestar económico real. Así, mediante la reducción de los daños ambientales, esos instrumentos tienen un efecto progresivo.

## Utilización de las ecotasas en el mundo
Una forma de gravar la contaminación son los sistemas de derechos de emisión. Existen programas de comercio de derechos para varios tipos de contaminante. Para gases de efecto invernadero el más importante es el Régimen de Comercio de Derechos de Emisión de la Unión Europea (EU ETS), que impone un precio a las emisiones de carbono de la actividad industrial. En Estados Unidos existe un mercado nacional para la reducción de lluvia ácida y varios mercados regionales de óxidos de nitrógeno. Los mercados para otros contaminantes tienden a ser más pequeños y a estar más localizados.
Junto a esto, en muchos países existen impuestos sobre la matriculación de vehículos o sobre el uso de vehículos a motor, cuyo importe suele ajustarse en función del grado de emisiones de CO2 del mismo.
Por otro lado, otra de las áreas en las que a nivel mundial se ha acostumbrado a introducir políticas de ecotasas es el turismo, en aspectos tales como las visitas a las playas y las tasas de aeropuerto en algunas partes del mundo.

### Alaska
Con la finalidad de obtener estudios de la contaminación del agua en la zona de Alaska se impuso una ecotasa al transporte de pasajeros en cruceros.

### Austria
En la región de Salzburgo, Austria, en 1992 se estableció una ecotasa con el fin de preservar el ambiente destinada a las segundas residencias, es decir, toda persona que comprara una casa para vacacionar debería pagar una cantidad adicional como compensación del impacto ambiental que produce.

### Colombia
En 1993, Colombia estableció mediante la ley 93 la denominada «sobretasa ambiental del 5%» "para las vías que afecten o se sitúen sobre parques naturales nacionales, parques naturales distritales, sitios de reservas de biosfera". Además tiene exenciones de IVA para la maquinaria o equipos destinados al reciclaje y procesamiento de desperdicios y, un incentivo fiscal para las personas jurídicas que inviertan directamente en el control y mejoramiento del medio ambiente.

### Dinamarca
En 1992 se introdujo en Dinamarca el impuesto sobre el dióxido de carbono, afectando también a las industrias y con una previsión de incremento notable de la tasa a partir de 1996. El nuevo ingreso se redistribuye nuevamente, por ejemplo, reducciones de las cargas sociales.
Mediante una importante reforma fiscal aprobada en 1993, Dinamarca sustituyó algunos impuestos laborales con los de recursos naturales y polución. Se previó una rebaja gradual de impuestos laborales de entre un 8% y un 10% entre 1994 y 1998 y la introducción progresiva de ecotasas. Los incrementos más destacados son el aumento de la gasolina y los impuestos energéticos, 1/3 del total del incremento era del transporte de residuos y un nuevo impuesto al suministro de agua.

### España
En Cataluña, más precisamente en las Islas Medas, se les impone una ecotasa a los buceadores que quieran realizar dicha actividad en la reserva natural.
Además, con la idea de recaudar fondos para la conservación del medio ambiente de las Islas Baleares, los turistas pagaban 1 euro por noche añadido a la factura de los hoteles, ya que las islas contaban con un estimativo de 12 millones de turistas al año. Pero debido a las fuertes críticas de los hoteleros que culpaban a la ecotasa de la reducción del turismo, en mayo de 2002 la medida fue suprimida después de un cambio de gobierno local. No obstante, en 2016 fue aprobada de nuevo, y en 2018 se dobló la cantidad a 2,20€ por adulto por día en hoteles de tres estrellas, de 3€ en hoteles de cuatro, y de 4€ en hoteles de cinco. En realidad, aunque la norma aprobada en el Parlamento balear lo denomina "impuesto medioambiental", el criterio de la Unión Europea establecido en la Comunicación de la Comisión de 23 de julio de 1997 sobre Environmental taxes and charges in the Single Market únicamente considera como tales a aquellos cuyo hecho imponible recaiga sobre actividades que tengan efectos negativos directos y relevantes sobre el medio ambiente, lo que no sucede en este impuesto ya que grava el número de noches pasadas en un establecimiento turístico y esa actividad de alojamiento, por sí misma, no se considera que perjudique al medioambiente, por lo que no cae dentro del principio comunitario europeo "quien contamina, paga". Ese mismo o similar criterio se mantiene actualmente en el Reglamento (UE) n.º 651/2014 de la Comisión, de 17 de junio, por el que se declaran determinadas categorías de ayudas compatibles con el mercado interior en aplicación de los artículos 107 y 108 del Tratado.
Una medida tomada por el gobierno español fue la ampliación de la tarifa de matriculación de los vehículos 4x4 que son mucho más agresivos contra el medio ambiente, y disminuyendo la matriculación de vehículos que emitieran menos dióxido de carbono.

### Francia
En Francia se regula la visita a pequeñas islas para evitar que sean excesivamente concurridos adicionando una pequeña ecotasa en el transporte a las mismas.

### Noruega
El impuesto sobre el carbono se introdujo en Noruega en 1992 y es en la actualidad uno de los más elevados aplicables a las industrias.

### Suecia
Suecia fue el primer país en introducir las ecotasas, con impuestos a la energía y a la contaminación. Si bien se poseía un impuesto a la energía desde 1974, el impuesto sobre el dióxido de carbono (CO2) se introdujo en 1991 conjuntamente sobre el impuesto al valor agregado (IVA) sobre la energía. Además de los impuestos ambientales sobre las emisiones de óxidos de nitrógeno (NOx) y de dióxido de azufre (SO2).
La redistribución de dicha carga social representó el 6% del producto interno bruto (PBI) y el traspaso impositivo entre lo laboral y la energía representó el 4%. Con esta reforma, el gobierno sueco esperaba que los demás países siguieran su iniciativa de impuesto sobre el carbono o medidas similares con respecto a la energía industrial, pero ello no fue así. Como resultado, se desplazó en 1992 parte del impuesto energético sobre los hogares y el impuesto al CO2 se redujo un 25%.
En 1989 se introdujo un impuesto a los hidrocarburos y al NOx para el transporte aéreo nacional.